# ウィルソン・ピケット
ウィルソン・ピケット（英: Wilson Pickett、1941年3月18日 - 2006年1月19日）は、アメリカのソウル・R&B歌手。センセーショナル・ナイチンゲイルズのジュリアス・チークス直系の激情型シャウター。男性サザン・ソウル・シンガーの代表的存在だった。

## 生涯
アラバマ州プラットビル生まれ。幼い頃からゴスペルを歌い、1950年代末にゴスペル歌手としてデビューする。のちにソウルに転向し、ファルコンズのメンバーとなる。なおファルコンズには、エディ・フロイド、ジョー・スタッブス、マック・ライスらが在籍したこともある。1964年にアトランティック・レコードに移籍し、「イン・ザ・ミッドナイト・アワー」（In The Midnight Hour）、「ダンス天国」（Land of 1000 Dances）といった、現在でもR&Bのスタンダードとなるヒット曲を放ち、1970年代以降も作品を発表し続けた。1971年にシングルとして発表された「Don't Knock My Love」は日本のテレビ番組でも使用された。
2006年1月19日にバージニア州レストンの病院で心臓発作のため死去した。
「ローリング・ストーンの選ぶ歴史上最も偉大な100人のシンガー」において第68位。また、1991年、ロックの殿堂入りを果たしている。

## ディスコグラフィ

### スタジオ・アルバム
- 『イッツ・トゥ・レイト』 - It's Too Late (1963年、Double L) ※『Great Wilson Pickett Hits』 (1965年、Wand)として再発
- 『イン・ザ・ミッドナイト・アワー』 - In the Midnight Hour (1965年、Atlantic)
- 『エキサイティング・ウィルソン・ピケット』 - The Exciting Wilson Pickett (1966年、Atlantic)
- 『ウィッキド・ピケット』 - The Wicked Pickett (1967年、Atlantic)
- 『サウンド・オブ・ウィルソン・ピケット』 - The Sound of Wilson Pickett (1967年、Atlantic)
- 『アイム・イン・ラヴ』 - I'm in Love (1968年、Atlantic)
- 『ザ・ミッドナイト・ムーヴァー』 - The Midnight Mover (1968年、Atlantic)
- 『ヘイ・ジュード』 - Hey Jude (1969年、Atlantic)
- 『ライト・オン』 - Right On (1970年、Atlantic)
- 『イン・フィラデルフィア』 - Wilson Pickett In Philadelphia (1970年、Atlantic)
- 『ドント・ノック・マイ・ラヴ』 - Don't Knock My Love (1971年、Atlantic)
- 『ミスター・マジック・マン』 - Mr. Magic Man (1973年、RCA Victor)
- 『ミズ・レナズ・ボーイ』 - Miz Lena's Boy (1973年、RCA Victor)
- 『ピケット・イン・ザ・ポケット』 - Pickett in the Pocket (1974年、RCA Victor)
- 『ジョイン・ミー』 - Join Me and Let's Be Free (1975年、RCA Victor)
- 『チョコレート・マウンテン』 - Chocolate Mountain (1976年、Wicked)
- A Funky Situation (1978年、Big Tree)
- I Want You (1979年、EMI America)
- Right Track (1981年、EMI America)
- 『ウィルソン・ピケット』 - American Soul Man (1987年、Motown)
- 『ソウル・サヴァイヴァー』 - It's Harder Now (1999年、Bullseye Blues/Rounder)

### ライブ・アルバム
- 『ライブ・イン・ジャパン』 - Live in Japan (1974年、RCA Victor)
- Live and Burnin' – Stockholm '69 (2009年、Soulsville)
- Wilson Pickett Show: Live in Germany 1968 (2009年、Crypt)

### コンピレーション・アルバム
- The Best of Wilson Pickett (1967年、Atlantic)
- The Best of Wilson Pickett, Vol. II (1971年、Atlantic)
- 『グレイテスト・ヒッツ』 - Wilson Pickett's Greatest Hits (1973年、Atlantic)
- 『ベスト・オブ・ウィルソン・ピケット』 - A Man and A Half: The Best of Wilson Pickett (1992年、Rhino)
- The Very Best of Wilson Pickett (1993年、Rhino)
- Take Your Pleasure Where You Find It: Best of The RCA Years (1998年、Camden)
- 『ザ・ヴェリー・ベスト・オブ・ウィルソン・ピケット』 - The Definitive Wilson Pickett (2006年、Warner Music TV/Atlantic)
- Funky Midnight Mover: The Atlantic Studio Recordings (1962–1978) (2010年、Rhino Handmade)
- 『ミスター・マジック・マン - コンプリート・RCA・スタジオ・レコーディングス』 - Mr. Magic Man: The Complete RCA Studio Recordings (2015年、Real Gone Music)
- The Midnight Mover: Wilson Pickett & The Falcons (The Early Years 1957–1962) (2015年、Jasmine)
- 『ダンス天国 (コンプリート・アトランティック・シングルスVOL.1)』 - Land Of 1000 Dances (The Complete Atlantic Singles Vol. 1) (2016年、Real Gone Music/Atlantic)
- 『シングス・ボビー・ウーマック』 - Wilson Pickett Sings Bobby Womack (2017年、Kent Soul)